# Ten Horns – Ten Diadems
Ten Horns — Ten Diadems — сборник лучших песен норвежской блэк-металической группы Satyricon, вышедший в  2002 году. Диск был издан в формате Digipack CD и включает 30-страничный буклет с биографией, редкими фотографиями группы и комментарии лидера группы Satyr'а к каждой песне.

## Список композиций
1. «Filthgrinder» — 6:42
2. «Dominions of Satyricon» — 9:26
3. «Forhekset» — 4:31
4. «Night of Divine Power» — 5:49
5. «Hvite Krists Dod» — 8:29
6. «Mother North» — 6:25
7. «Supersonic Journey» — 7:48
8. «Taakeslottet» — 5:52
9. «Serpent’s Rise» — 3:20
10. «Repined Bastard Nation» — 5:42